# Uwe Boll

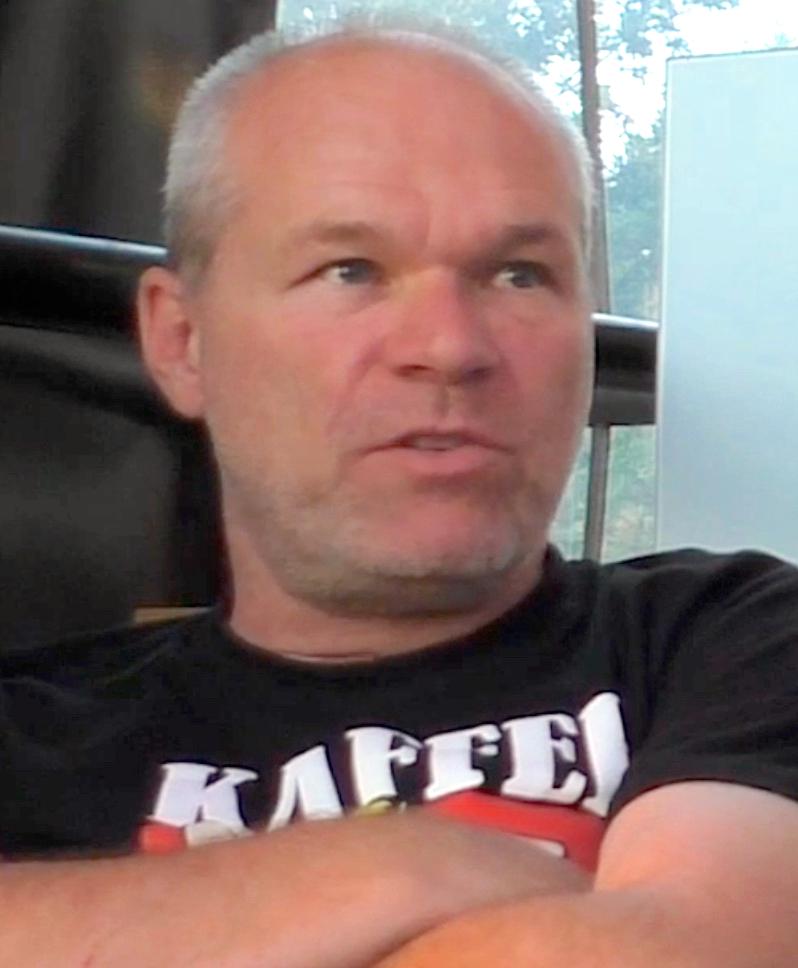
Uwe Boll (2016)

Uwe Boll (* 22. Juni 1965 in Wermelskirchen) ist ein deutscher Filmregisseur, Produzent und Drehbuchautor. Bekanntheit erlangte er mit einer Vielzahl an stark kritisierten Trashfilmen, die ihm den Ruf als „schlechtester Regisseur der Welt“ einbrachten.

## Leben und Karriere
Uwe Boll produzierte schon in seinen Jugendjahren Kurzfilme auf Super 8 und Video. Nach dem Abitur besuchte er als Gasthörer einzelne Vorlesungen an Filmhochschulen in München und Wien, die er aber als „zu theoretisch“ ablehnte. Er studierte Betriebswirtschaft und Literaturwissenschaft in Köln und Siegen. In Siegen promovierte er 1994 im Fach Literaturwissenschaft mit der Arbeit Die Gattung Serie und ihre Genres. 1991 gründete er die Filmproduktionsfirma BOLU. Seit 1998 ist er alleiniger Inhaber und Geschäftsführer des Unternehmens. Von 1994 bis 2000 war er zudem Produzent bei der Taunusfilm und Geschäftsführer von TaunusFilm International.
Seit 1991 ist Boll als Regisseur und Produzent tätig. Zu seinen ersten Filmen German Fried Movie von 1992 und Barschel – Mord in Genf? von 1993, bei denen er gemeinsam mit Frank Lustig Co-Regie führte, veröffentlichte Boll das Buch German fried movie & Barschel-Mord in Genf. Oder wie man in Deutschland Filme drehen muß. Es folgten unter anderem der Horrorfilm Blackwoods und das Drama Heart of America, bei denen er sowohl Regie führte als auch das Drehbuch schrieb. 2003 erschien House of the Dead, Bolls erste Videospielverfilmung, 2005 folgte Alone in the Dark. 
Dank des hohen Bekanntheitsgrads der Vorlagen erhielten die Filme große Aufmerksamkeit, wurden jedoch sowohl von der Kritik als auch von den Fans der Videospiele scharf verrissen. Beide Filme tauchten mehrfach in Ranglisten der schlechtesten Filme aller Zeiten auf.
Boll finanzierte seine Filme zwischen 2000 und 2008 über insgesamt elf selbst aufgelegte Medienfonds sowie die Ausnutzung eines Steuerschlupflochs im deutschen Steuerverschieberecht (s. u.).
2005 gründete Boll den Filmvertrieb Boll AG, der 2006 an die Börse ging. Boll vermarktet auch durch Dritte produzierte Filme, etwa den Thriller One Way (2006) und den russischen Fantasyfilm Fürst der Dämonen (2014). 2009 zog Boll sich aus Deutschland zurück. Seit 2011 produziert er seine Filme durch sein kanadisches Unternehmen; die Boll AG wurde im selben Jahr aufgelöst.

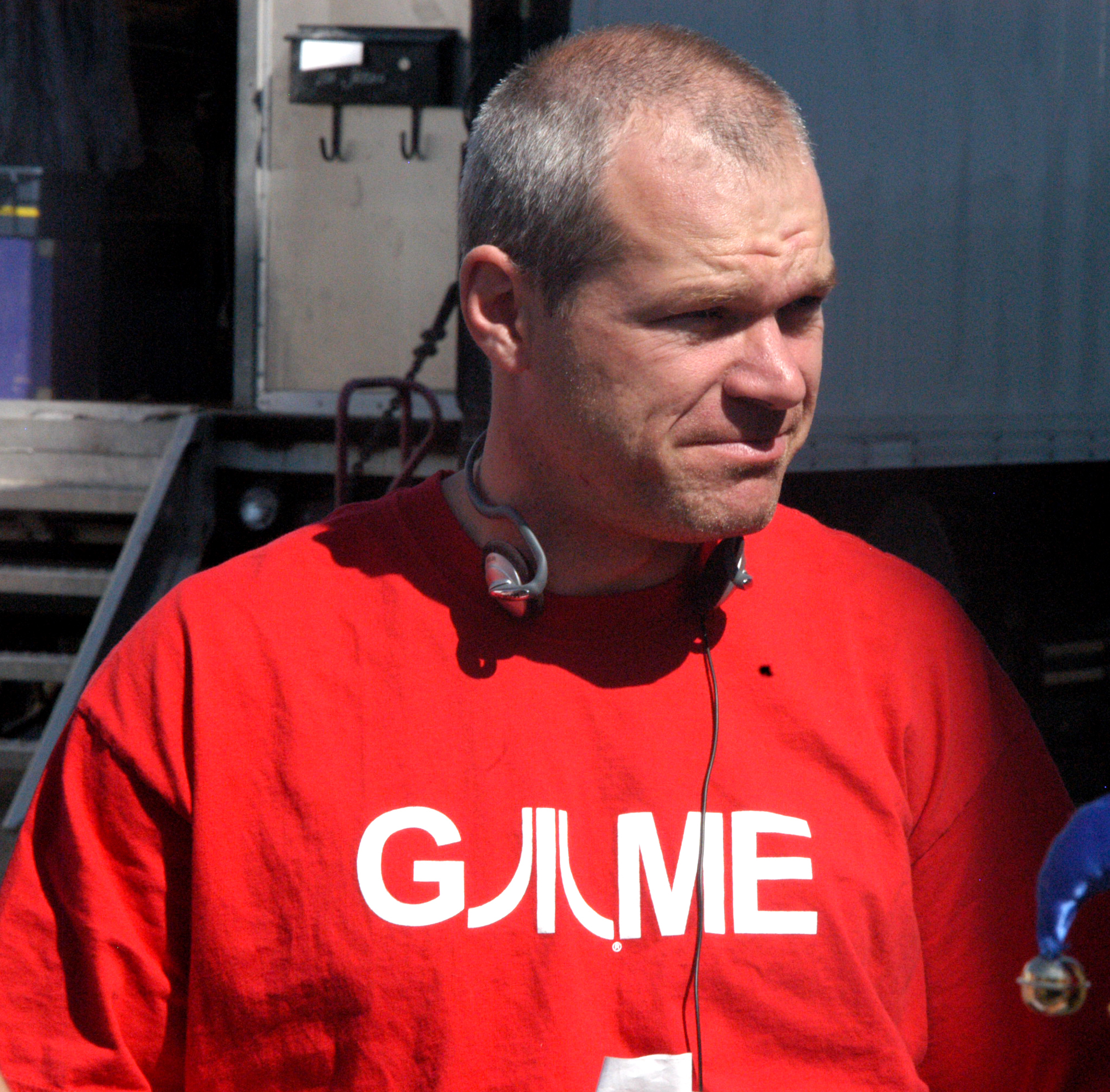
Boll am Drehort von Schwerter des Königs – Dungeon Siege, Vancouver 2005

2010 kam Bolls Filmbiografie Max Schmeling – Eine deutsche Legende in die Kinos. Die Titelrolle spielte der frühere deutsche Halbschwergewichtsweltmeister Henry Maske. Der von der Kritik einhellig verrissene Film war auch kommerziell ein Misserfolg. Im Jahr 2011 veröffentlichte Boll die Videospielverfilmung Bloodrayne: The Third Reich und die Parodie Blubberella, die er parallel mit derselben Crew und – mit Ausnahme der Hauptdarsteller – denselben Schauspielern gedreht hatte. In einem Interview erklärte Boll, dass er Blubberella als Superheldenparodie und Kritik am Marvel Cinematic Universe verstehe. Beide Filme fielen bei Kritik und Publikum durch.
2016 erklärte Boll, dass Rampage 3 sein letzter selbst produzierter Film sein soll. Durch den Rückgang des Verkaufs von DVDs und Blu-rays sehe Boll keine Möglichkeit mehr, seine Filmprojekte ausreichend zu finanzieren. In Zukunft wolle er sich mehr auf den Bereich Filmvertrieb konzentrieren. Im selben Jahr hatte er einen eigenen Streamingdienst namens Bollflix angekündigt. 2018 erklärte er erneut, vorerst keine Filme mehr drehen und produzieren zu wollen, kündigte aber bereits 2020 wieder seine Rückkehr ins Filmgeschäft an.
2021 sorgte Boll für Aufsehen, nachdem publik geworden war, dass er den rassistisch motivierten Anschlag in Hanau am 19. Februar 2020 verfilmen wolle. Die Stadt Hanau und Familienangehörige der Opfer forderten Boll in einem offenen Brief auf, von dem Vorhaben abzusehen, u. a. da „die Persönlichkeitsrechte der Angehörigen, deren Pietätsempfinden und die fortwirkende Menschenwürde der Verstorbenen zu beachten“ seien. So holte Boll im Vorfeld offenbar kein Einverständnis der Betroffenen ein. Boll veröffentlichte seinen Film Hanau trotz der Appelle. Er erklärte seine Entscheidung damit, dass er das Thema Rechtsextremismus für wichtig halte. Der Film wurde von Rezensenten verrissen, so hieß es etwa im Deutschlandfunk Kultur: „Selbst wenn man Boll glaubt, dass er über den Rechtsextremismus aufklären“ wolle, sei „unter dem Strich wegen mangelndem Handwerk und fehlender Kenntnis nur Bockmist“ herausgekommen.
2024 erschien Bolls Krimidrama First Shift mit Kristen Renton und Gino Anthony Pesi, das den Weg zweier gegensätzlicher NYPD-Beamter an ihrem ersten Tag als Kollegen verfolgt.
Der Produktionsfirma des Films wurde vorgeworfen, Crewmitglieder beim Dreh eingeschüchtert zu haben, weil sie eine gewerkschaftliche Organisation anstrebten. In einer Beschwerde wird von unlauteren Arbeitsbedingungen gesprochen.
Boll ist in seinen Filmen gelegentlich auch als Schauspieler oder in Cameoauftritten zu sehen, etwa in Seed und The Final Storm. In Postal tritt Boll als lederhosentragender Filmproduzent auf, der verkündet, seine Filme mit Nazigold zu finanzieren. In seinem Holocaust-Film Auschwitz ist er als SS-Mann zu sehen, in Blubberella als Adolf Hitler.
Bolls Autobiographie Ihr könnt mich mal! Vom Kurzfilmer in Burscheid zum meistgehassten Regisseur Amerikas erschien 2017 im Kick Verlag. Als Regisseur hält Boll den Rekord für die meisten Videospielverfilmungen. Er gab mehrere Seminare über das Filmemachen.

## Finanzierung
Boll finanzierte seine Filme von 2000 bis 2008 durch insgesamt elf selbst aufgelegte Medienfonds, über die er insgesamt 267 Millionen Euro von Anlegern sammelte. Dank steuerlicher Abschreibungsmöglichkeiten boten die Fonds den Anlegern selbst bei starken Verlusten attraktive Nachsteuerrenditen. Boll kam so fernab von etablierten Filmstudios oder staatlicher Filmförderung an große Budgets für seine oftmals unrentablen Projekte, während seine Anleger von der Steuerersparnis profitierten. Mit der Schließung des Steuerschlupflochs im November 2005 brach dieser Milliardenmarkt jedoch abrupt zusammen. Wegen dieses Geschäftsmodells wurde Boll und anderen Filmproduzenten auch vorgeworfen, die deutschen Steuerzahler zu belasten. Zum einen seien derart finanzierte Filme selten profitabel, zum anderen würde ein Großteil des Filmbudgets nicht in Deutschland eingesetzt werden, sondern ins Ausland fließen.
2013 versuchte Boll zum ersten Mal, mit Crowdfunding seine Filme zu finanzieren: Über Kickstarter versuchte er, 500.000 US-Dollar für den Film Postal 2 zu sammeln – es kamen nur etwa 30.000 US-Dollar zusammen. Ein zweiter Versuch folgte im Herbst 2014 über Indiegogo zur Finanzierung von Rampage 3, bei dem lediglich 6.375 von 100.000 kanadischen Dollar erzielt wurden. Im Juni 2015 startete Boll eine dritte Kampagne erneut über Kickstarter mit dem Ziel von 50.000 Euro, erreichte jedoch nur rund 23.000 Euro; daraufhin veröffentlichte er zwei Videos, in denen er Crowdfunding-Plattformen und Unterstützer wütend beleidigte und erklärte, künftig auf solche Finanzierungsformen zu verzichten. Nach eigener Darstellung finanziert Boll seit 2008 seine Filme über einen eigenen Filmvertrieb sowie Vorverkäufe, Subventionen und Rückstellungen.

## Rezeption
Boll wurde immer wieder als einer der schlechtesten Filmregisseure bezeichnet, auch als „schlechtester Regisseur aller Zeiten“ und „der Welt“. Gelegentlich wird Boll mit dem legendär schlechten Trashfilm-Regisseur Ed Wood verglichen, so bezeichnete ihn eine britische Kinozeitschrift 2006 als „Son of Ed Wood“, und bei den Razzies wurde er als Deutschlands Antwort auf Ed Wood tituliert.

### Boxkampf gegen Kritiker
Als Reaktion auf die harsche Kritik seiner Arbeit lud Boll 2006 seine Kritiker zu einem Boxkampf gegen sich in Vancouver ein. Voraussetzung zur Teilnahme war die Veröffentlichung von mindestens zwei negativen Rezensionen. Fünf Kritiker und Blogger (Richard Kyanka, Jeff Sneider, Chris Alexander, Carlos Palencia Jimenez-Arguello und der damals 17-jährige Nelson Chance Minter) nahmen die Einladung an – wobei nicht alle von ihnen auch wirklich Filme von Boll rezensiert hatten. Boll, der über Boxerfahrung verfügt, gewann alle fünf Kämpfe.
Der Boxkampf wird in der rumänischen Filmsatire Erwarte nicht zu viel vom Ende der Welt von Radu Jude aus dem Jahr 2023 erwähnt, in dem Boll sich selbst in einem Cameo-Auftritt spielt.

### Petition „StopDr. Uwe Boll“
Im April 2008 startete der Computerspiele-Tester Robert Harvey eine Online-Petition mit dem Titel „Stop Dr. Uwe Boll“, die Boll zur Einstellung aller Tätigkeiten im Filmgeschäft auffordert. Er kritisierte Boll dafür, dass er mit seinen Filmen die „künftigen Möglichkeiten für alle ruiniert [habe], die versuchen würden, Videospiele zu Film zu bringen“. Boll erklärte kurz darauf in einem Interview, dass die bereits gesammelten 18.000 Stimmen nicht reichten, um ihn zu „überzeugen“, er aber bei einer Million Unterschriften aufhören würde. Nachdem diese Ankündigung Bolls die Unterstützerzahl binnen weniger Tage um über 100.000 erhöht hatte, antwortete Boll auf das Medienecho zur Petition in einer Videobotschaft, in der er sich selbst als einziges Genie im Filmgeschäft bezeichnete, andere Regisseure wie Michael Bay, Eli Roth und George Clooney kritisierte und seine Fans zur Erstellung einer Pro-Boll-Petition aufforderte. Der Kaugummihersteller Stride unterstützte die Anti-Boll-Petition und bot jedem Teilnehmer die Zusendung eines Warengutscheins für eine Packung Kaugummi an, falls die Petition bis zum 14. Mai 2008 die Grenze von einer Million Unterschriften überschreiten sollte. Die Petition erreichte letztlich etwa 300.000 Unterschriften.

## Auszeichnungen und Negativpreise
Boll und seine Filme wurden mehrfach mit dem Negativpreis Goldene Himbeere bedacht. So gewann Boll 2009 die Goldene Himbeere als „Schlechtester Regisseur“ für seine Filme Postal, 1968 Tunnel Rats und Schwerter des Königs – Dungeon Siege und wurde zusätzlich für das  „Schlechteste Lebenswerk“ (Worst Career Achievement) ausgezeichnet. Dieser Preis war zuvor seit 1987 nicht mehr vergeben worden. 
Als Reaktion beleidigte Boll die Mitglieder der Razzie-Gesellschaft als „Arschlöcher“.
Boll war zuvor aufgrund seiner Filme BloodRayne 2005 und Alone in the Dark 2006 jeweils als „Schlechtester Regisseur“ nominiert, außerdem als „Schlechtestes Filmpaar“: „Uwe Boll zusammen mit ALLEN Schauspielern, Filmkameras oder Drehbüchern“. Mehrere seiner Filme waren in unterschiedlichen Kategorien nominiert, darunter Schwerter des Königs in der Kategorie „schlechtester Film“ und BloodRayne sogar in insgesamt sechs Kategorien.
Im September 2010 gewann Bolls Darfur auf dem New York International Independent Film & Video Festival den Preis für den besten internationalen Film.

## Persönliches
Boll ist mit der kanadischen Fernsehproduzentin Natalia Boll, gebürtige Tudge, verheiratet und hat zwei Kinder. Er lebt in Vancouver und Mainz.

### Politisches Engagement
Zur Bundestagswahl 2017 war Boll im Wahlwerbespot des Landesverbandes Rheinland-Pfalz der Partei Die PARTEI zu sehen. 2019 war er kurzzeitig Bundessprecher der rechtspopulistischen Zwergpartei Haus Deutschland, aus der er herausgedrängt wurde, nachdem er Xavier Naidoos Verschwörungstheorien kritisierte.

### Restaurant
Von 2014 bis 2020 betrieb Boll in Vancouver das Restaurant Bauhaus, in dem er gehobene deutsche Küche anbot. Das Restaurant erhielt gute Kritiken, wurde aber nach Streitigkeiten mit dem Vermieter geschlossen. 2018 gründete er mit seiner Ehefrau die Bauhaus Group und übernahm einen Pub in Vancouver, der aber noch im selben Jahr geschlossen wurde.

## Filmografie
- 1991: German Fried Movie (Regisseur, Drehbuchautor, Produzent)
- 1992: Barschel – Mord in Genf? (Regisseur, Drehbuchautor, Produzent)
- 1993: Amoklauf (Regisseur, Drehbuchautor, Produzent)
- 1994: Boxen (Regisseur)
- 1997: Das Erste Semester (Regisseur, Drehbuchautor, Geschäftsführender Produzent)
- 1997: Fake – die Fälschung (Koproduzent)
- 1998: Fiasco (Produzent)
- 2000: L’Amour (L’amour, l’argent, l’amour, Koproduzent)
- 2000: Sanctimony – Auf mörderischem Kurs (Sanctimony, Regisseur, Drehbuchautor, Produzent)
- 2001: Backflash 2: Angels Don’t Sleep Here (Geschäftsführender Produzent)
- 2002: Blackwoods (Regisseur, Drehbuchautor, Geschäftsführender Produzent)
- 2003: Heart of America (Regisseur, Drehbuchautor, Geschäftsführender Produzent)
- 2003: House of the Dead (Regisseur, Produzent)
- 2005: Alone in the Dark (Regisseur, Geschäftsführender Produzent)
- 2005: BloodRayne (Regisseur, Produzent)
- 2007: Postal (Regisseur, Drehbuchautor, Produzent, Schauspieler)
- 2007: Seed (Regisseur, Drehbuchautor, Produzent)
- 2007: Schwerter des Königs – Dungeon Siege (In the Name of the King: A Dungeon Siege Tale, Regisseur, Produzent)
- 2007: BloodRayne II: Deliverance (Regisseur, Geschäftsführender Produzent)
- 2007: Demon Days – Im Monat der Geister (They Wait, Geschäftsführender Produzent)
- 2008: Far Cry (Regisseur, Produzent)
- 2008: 1968 Tunnel Rats (Regisseur, Drehbuchautor, Geschäftsführender Produzent)
- 2008: Alone in the Dark II (Produzent)
- 2009: Siegburg (Stoic, Regisseur, Produzent)
- 2009: Darfur (Regisseur, Drehbuchautor, Produzent)
- 2009: Rampage (Regisseur, Drehbuchautor, Produzent)
- 2010: The Final Storm (Regisseur, Produzent)
- 2010: Max Schmeling (Regisseur, Geschäftsführender Produzent)
- 2010: Bloodrayne: The Third Reich (Regisseur, Produzent)
- 2011: Blubberella (Regisseur, Drehbuchautor, Schauspieler)
- 2011: Auschwitz (Regisseur, Drehbuchautor, Produzent)[62]
- 2011: Schwerter des Königs – Zwei Welten (In the Name of the King 2, Regisseur, Geschäftsführender Produzent)
- 2012: Tim Sander goes to Hollywood (Schauspieler)
- 2012: Zombie Massacre (Produzent, Schauspieler)
- 2013: Assault on Wall Street (Regisseur, Drehbuchautor, Produzent)
- 2013: Operation Olympus – White House Taken (Suddenly, Regisseur)
- 2013: Prisoners of the Sun (Produzent)
- 2013: The Profane Exhibit (Episodenfilm) (Abschnitt: „Basement“, Regisseur)
- 2014: Schwerter des Königs – Die letzte Mission (In the Name of the King III, Regisseur)
- 2014: Seed 2 – The New Breed (Produzent)
- 2014: Rampage: Capital Punishment (Regisseur, Drehbuchautor, Produzent)
- 2014: Fürst der Dämonen (Viy, Ausführender Produzent)
- 2015: Zombie Massacre 2: Reich of the Dead (Produzent)
- 2015: ABCs of Superheroes (Schauspieler)
- 2015: Anger of the Dead (Produzent)
- 2015: Morning Star (Produzent)
- 2016: Rampage: President Down (Regisseur, Drehbuchautor, Produzent)
- 2022: Hanau (Regisseur, Drehbuchautor, Produzent)
- 2023: Thanatomania (Schauspieler)
- 2024: Bandidos and I (Interviewer, Regisseur)
- 2024: First Shift (Regisseur, Drehbuchautor)